# Hans von Blixen-Finecke (1886)
Hans Gustaf von Blixen-Finecke (25 de julio de 1886-26 de septiembre de 1917) fue un jinete sueco que compitió en la modalidad de doma. Participó en los Juegos Olímpicos de Estocolmo 1912, obteniendo una medalla de bronce en la prueba individual.

## Palmarés internacional
| Juegos Olímpicos | Juegos Olímpicos   | Juegos Olímpicos  | Juegos Olímpicos |
| Año              | Lugar              | Medalla           | Categoría        |
| ---------------- | ------------------ | ----------------- | ---------------- |
| 1912             | Estocolmo (Suecia) | Medalla de bronce | Individual       |